# Asmate ornataria
Asmate ornataria là một loài bướm đêm trong họ Geometridae.